# Manuel Augusto Soares Valejo
Manuel Augusto Soares Valejo CvC • CvA • GOA • MOBS • ComSE • MOCE (Abrantes, São João, 9 de Novembro de 1861 - Lisboa, Santa Isabel, Rua de São Bento, 221, 21 de Outubro de 1943) foi um médico e militar português.

## Família
Filho do Dr. Manuel Augusto de Almeida Valejo, 1.º Barão de Rio de Moinhos, e de sua primeira mulher Maria Teresa da Piedade Soares Mendes.

## Biografia
Representante do Título de Barão de Rio de Moinhos, Bacharel em Medicina pela Faculdade de Medicina da Universidade de Coimbra, Coronel-Médico, Diretor do Depósito Geral de Material Sanitário, etc.

### Condecorações[1]
- Cavaleiro da Ordem Militar de Avis (antes de 5 de Outubro de 1910)
- Cavaleiro da Ordem Militar de Cristo (antes de 5 de Outubro de 1910)
- Comendador da Ordem Militar de Sant'Iago da Espada (28 de Junho de 1919)[3]
- Grande-Oficial da Ordem Militar de Avis (5 de Outubro de 1921)[3]
- Medalha de Ouro de Bons Serviços
- Medalha de Ouro de Comportamento Exemplar
- etc.

## Casamentos e descendência[1][2]
Casou primeira vez com Cândida Isla dos Santos e Silva, de quem teve uma filha: 
- Maria Teresa dos Santos e Silva Soares Valejo (? - Lisboa, 18 de Dezembro de 1990), Representante do Título de Baronesa de Rio de Moinhos, casada em 1921 com seu primo Eduardo Caldeira Soares Mendes (? - 20 de Janeiro de 1983), filho de João José Soares Mendes, de Abrantes, e de sua segunda mulher Ana de Bastos Caldeira de Figueiredo, sem geração

Casou segunda vez em Lisboa, São Mamede, a 10 de Junho de 1942 com Mafalda Mouzinho de Albuquerque (Lisboa, Socorro, 9 de Dezembro de 1874 - ?), sem geração.